# Nicolás Romay
Nicolás Romay Pinal (n. 27 de octubre de 1992 en la Ciudad de México) es conductor y periodista mexicano. Actualmente trabaja en la cadena deportiva Claro Sports México.

## Biografía
Nacido en la Ciudad de México estudios inconclusos en el Instituto Asunción de México para después ingresas a la carrera de periodismo deportivo en la escuela de José Ramón Fernández. Posteriormente estudió periodismo en España en el Instituto de la RTVE.

## Biografía.

### Carrera
- Director Editorial y Producción de Claro Sports. abr 2020 - actualidad  4 años 4 meses México Responsable de toda la producción de Claro Sports y del contenido editorial.
- Director de Futbol dic 2018 - actualidad  5 años 8 meses Responsable de la producción y editorial de las transmisiones de fútbol de Claro Sports.
- Director y conductor de Jugando Claro dic 2014 - actualidad  9 años 8 meses Programa deportivo que se trasmite en Claro Sports y en todas sus plataformas de lunes a viernes a las 16:00
- Conductor Deportes oct 2011 - actualidad  12 años 10 meses
- Director y conductor de Marca Claro MVS feb 2017 - actualidad  7 años 6 meses Director y conductor del programa deportivo Marca Claro MVS que se transmite de lunes a viernes a las 15:00 por el 102.5 FM y en Claro Sports.
- Conductor Deportes ago 2015 - ene 2024  8 años 6 meses Secciones de deportes en los espacios de Luis Cardenas, Jessie Cervantes y Manuel López San Martín.

### Vida privada
Es sobrino de Raúl Orvañanos (exfutbolista y actual comentarista deportivo de la cadena Fox Sports) y de Alejandro Orvañanos quien fuese Presidente del Club América.